# 四條畷郵便局
四條畷郵便局（しじょうなわてゆうびんきょく）は、大阪府四條畷市にある郵便局。民営化前の分類では集配普通郵便局であった。

## 概要
住所：〒575-8799 大阪府四條畷市中野本町25-20

## 沿革
- 1875年（明治8年） - 四条畷郵便局として設置。
- 1925年（大正14年）6月1日 - 電話交換業務を開始[1]。
- 1960年（昭和35年）7月18日 - 国内欧文電報・国際欧文電報の受付事務および電話交換事務ならびに電報配達事務の取扱を枚岡電報電話局四条畷分室に移管[2]。
- 1970年（昭和45年）7月16日 - 特定郵便局から普通郵便局に局種別改定。
- 1995年（平成7年） - 高山郵便局（〒630-01）から四條畷市の上田原・下田原・田原台・緑風台・さつきヶ丘の集配を当局へ移管。
- 1999年（平成11年） - 外国通貨の両替および旅行小切手の売買に関する業務取扱を開始。
- 2004年（平成16年）4月1日 - 四條畷郵便局に改称[3]。
- 2007年（平成19年）10月1日 - 民営化に伴い、併設された郵便事業四條畷支店に一部業務を移管。
- 2012年（平成24年）10月1日 - 日本郵便株式会社発足に伴い、郵便事業四條畷支店を四條畷郵便局に統合。

## 風景印
- 図案は大久保利通の碑、クスノキ、小楠公墓地。局名表記は縦書きで「四條畷」
- 使用開始日は2004年(平成16年)4月1日。

## 取扱内容
- 郵便、印紙、ゆうパック、内容証明
- 貯金、為替、振替、振込、国際送金、国債、投資信託
- 生命保険、バイク自賠責保険、自動車保険
- ゆうちょ銀行ATM
- 「575-00xx」区域（四條畷市全域）の集配業務
- ゆうゆう窓口

## 周辺
- 畷生会脳神経外科病院
- 四條畷市役所
- 国道163号
- 国道170号
- イオンモール四條畷

## アクセス
- JR片町線（学研都市線） 忍ケ丘駅から徒歩約11分
- 京阪バス 西中野停留所もしくは岡山一丁目西停留所下車
- 第二京阪道路 寝屋川北ICから南西へ約4km、寝屋川南ICから東へ約2km
- 駐車場あり：10台